# Джек и Бобби
«Джек и Бобби» (англ. Jack & Bobby) — американский драматический телесериал, вышедший в 2004 году. История двух братьев, один из которых станет президентом. Сериал отдалённо основан на событиях из жизни семьи Кеннеди.

## Сюжет
2049 год, действующий президент США — Бобби МакКалистер. Когда у него берут интервью, МакКалистер начинает вспоминать свою жизнь с матерью и братом Джеком, который был убит при ограблении магазина. Смерть брата, который собирался заняться политической карьерой, подтолкнула Бобби занять его должность, что в конечном итоге привело к его избранию на пост президента в 2041 году. Президент Роберт МакКалистер стал известен решительностью, преодолевая множество препятствий от международных конфликтов до скандалов в собственной администрации.

## История создания
В воспоминаниях показывается жизнь двух братьев-подростков, их взросление, конфликты с матерью, а также взрослая жизнь и политическая карьера. Имена главных героев являются отсылкой к президенту США Джону Кеннеди и его брату, сенатору Роберту Кеннеди, которых обычно называют Джек и Бобби. Многие критики и знатоки истории уверены, что, несмотря на смену времени действия, сериал является вольной интерпретацией биографии двух братьев.
Сериал выходил на канале The WB Television Network. Авторами идеи стали Грэг Берланти, писатель Брэд Мельцер и Томас Шлам, известный как режиссёр четвёртого сезона сериала «Западное крыло». 17 мая 2005 года канал объявил, что в следующем сезоне сериал не будет возобновлён. На австралийском телевидении сериал стартовал на канале ABC 25 сентября 2006 года.

## В ролях

### Основной состав
- Мэтт Лонг — Джек МакКалистер
- Логан Лерман — Роберт «Бобби» МакКалистер
- Кристин Лахти — Профессор Грэйс МакКалистер
- Джессика Паре — Кортни Бенедикт
- Эдвин Ходж — Маркус Райд
- Джон Слэттери — Питер Бенедикт
- Брэдли Купер — Том Вэкслер Грэм
- Кери Линн Прэтт — Мисси Бэлнам
- Дин Коллинз — Уоррен

### Второстепенные персонажи
- Майк Ирвин — Нэйт Эдмондс, бывший парень Кортни
- Кэм Жиганде — Ренди Бонгард, парень Миссис
- Кайл Галлнер — Би-Джей Бонгаро, одноклассник Бобби
- Кейт Мара — Кэти, бывшая подружка Кэти
- Джон Хёрд — Деннис Моргенталь
- Эд Бегли-Младший — Преподобный Белнап, отец Мисси
- Рон Канада — Маркус Райд (в будущем)
- Бренда Уэл — Кортни МакКаллистер (в будущем)
- Джинетт Брокс — Декс Трггман, бывшая подружка Бобби
- Лу Даймонд Филипс — Хуан Роберто Де Альба, бывший любовник Грей, отец Джека и Бобби
- Кавасос, Николь — Scary Kappa Girl (эпизод 12)

## Эпизоды
| №  | Название                    | Режиссёр          | Автор сценария                                                 | Дата премьеры    | Зрители в США (млн) |
| -- | --------------------------- | ----------------- | -------------------------------------------------------------- | ---------------- | ------------------- |
| 1  | «Pilot»                     | Дэвид Наттер      | Грег Берланти и Ванесса Тейлор, Стивен А. Коэн и Бред Мельтцер | 12 сентября 2004 | 4.71                |
| 2  | «Better Days»               | Мик Джексон       | Ванесса Тейлор и Грег Берланти                                 | 19 сентября 2004 | 3.08                |
| 3  | «The Kindness Of Strangers» | Дэвид Наттер      | Майкл Грин                                                     | 26 сентября 2004 | 3.25                |
| 4  | «A Man Of Faith»            | Питер Маркл       | Мэгги Фридман                                                  | 3 октября 2004   | 2.46                |
| 5  | «The First Lady»            | Дэвид Петрарка    | Джонатан Лиско                                                 | 10 октября 2004  | 2.53                |
| 6  | «An Innocent Man»           | Томас Шлэмм       | Марк Гуггенхайм                                                | 17 октября 2004  | 2.25                |
| 7  | «Valentino»                 | Джон Дэвид Коулс  | Стивен А. Коэн и Бред Мельтцер                                 | 27 октября 2004  | 3.02                |
| 8  | «Election Night»            | Кит Сэмплс        | Эрик Олесон                                                    | 3 ноября 2004    | 2.34                |
| 9  | «Chess Lessons»             | Дэвид Петрарка    | Джонатан Лиско                                                 | 10 ноября 2004   | 2.52                |
| 10 | «The Lost Boys»             | Брайан Гордон     | Барби Клигман                                                  | 17 ноября 2004   | 2.83                |
| 11 | «Today I Am A Man»          | Майкл Шультц      | Майкл Грин                                                     | 1 декабря 2004   | 2.12                |
| 12 | «Running Scared»            | Перри Лэнг        | Марк Гуггенхайм и Эрик Олесон                                  | 26 января 2005   | 1.83                |
| 13 | «A New Frontier»            | Дэвид Петрарка    | Мэгги Фридман                                                  | 2 февраля 2005   | 3.12                |
| 14 | «Into The Woods»            | Перри Лэнг        | Майкл Грин и Джонатан Лиско                                    | 9 февраля 2005   | 2.23                |
| 15 | «Time Out Of Life»          | Майкл Кэтлман     | Ванесса Тейлор и Марк Гуггенхайм                               | 16 февраля 2005  | 2.29                |
| 16 | «And Justice For All»       | Дэвид Петрарка    | Эрик Олесон                                                    | 23 февраля 2005  | 2.13                |
| 17 | «Querida Grace»             | Арвин Браун       | Барби Клигман                                                  | 3 марта 2005     | 1.89                |
| 18 | «Friends With Benefits»     | Шелдон Ларри      | Джонатан Лиско                                                 | 13 апреля 2005   | 1.54                |
| 19 | «A Child Of God»            | Эллен С. Прессман | Ванесса Тейлор                                                 | 20 апреля 2005   | 1.83                |
| 20 | «Under The Influence»       | Перри Лэнг        | Майкл Грин и Стивен А. Коэн                                    | 27 апреля 2005   | 2.04                |
| 21 | «Stand By Me»               | Дэвид Пэймер      | Уэнди Мэрикл                                                   | 4 мая 2005       | 2.23                |
| 22 | «Legacy»                    | Майкл Шультц      | Мэгги Фридман и Марк Гуггенхайм, Ванесса Тейлор и Майкл Грин   | 11 мая 2005      | 2.08                |

## Релиз

### Продвижение
Рекламная кампания сериала проходил под слоганами «This fall, Meet Two Brothers, One Whose Path Will Shape The Future Of Us all…» и «In 2041, One Son Will Be President».

### Награды и номинации
В 2005 году сериал получил несколько номинаций престижных премий:
| Премия                  | Категория                                                       | Номинант           | Результат | Примечания |
| ----------------------- | --------------------------------------------------------------- | ------------------ | --------- | ---------- |
| GLAAD Media Awards      | Выдающийся эпизод телесериала                                   | Эпизод «Lost Boys» | Номинация | [ 23 ]     |
| Золотой глобус          | Лучшее исполнение женской роли в драматическом телесериале      | Кристин Лахти      | Номинация | [ 24 ]     |
| Гильдия киноактёров США | Выдающееся исполнение женской роли в драматическом телесериале  | Кристин Лахти      | Номинация | [ 25 ]     |
| Молодой актёр           | Лучший семейный телесериал                                      | н/д                | Победа    | [ 26 ]     |
| Молодой актёр           | Лучшее исполнение главной роли в телесериале                    | Логан Лерман       | Победа    | [ 26 ]     |
| Грейси                  | Выдающаяся развлекательная программа (драматический телесериал) | н/д                | Победа    | [ 27 ]     |